# Langues chinooks
Pour les articles homonymes, voir Chinook.
Les langues chinooks sont une petite famille de langues amérindiennes parlées dans le Nord-Ouest des États-Unis, vers l'embouchure du fleuve Columbia.

## Classification
Appartenant aux langues pénutiennes et prenant le nom de la tribu Chinook, elles se composent de trois langues avec de multiples variétés :
- Kathlamet
- Bas chinook
- Haut chinook (en)